# 巴瑟尔
巴瑟尔（德語：Barßel，發音：[ˈbaʁsl̩]）是德国下萨克森州克洛彭堡县的市镇，面积为84.35平方千米，2023年12月31日总人口为13,706人。